# Simon Francke
Simon Francke (Oostkapelle, 16 april 1921 – Veere, 10 april 2004) was een Nederlands politicus van de ARP en later het CDA.
In 1939 behaalde hij zijn diploma aan de Middelburgse Rijks-hbs waarna hij tot maart 1940 als volontair werkte bij de gemeente Arnemuiden. Daarna heeft hij enkele functies gehad zoals controleur bij de werkverschaffing voor hij als tweede ambtenaar ging werken bij de gemeente Schoondijke. In april 1944 werd hij eerste ambtenaar bij de gemeente Sint Laurens waar hij ook ruim een jaar gefungeerd heeft als waarnemend gemeentesecretaris. In september 1952 werd de nog maar 31-jarige Francke benoemd tot burgemeester van Kerkwerve. Nog geen half jaar later kreeg hij als burgemeester te maken met de watersnoodramp van 1953. Bij de gemeentelijke herindeling van Schouwen van januari 1961 werd Kerkwerve opgeheven en ging, net als meerdere andere gemeenten, (deels) op in de nieuwe gemeente Middenschouwen waarvan Francke de burgemeester werd. In april 1973 volgde zijn benoeming tot burgemeester van Valkenisse. In april 1985 nam Francke daar afscheid en in 2004 overleed hij op 82-jarige leeftijd. 